# Nestelband
Ein Nestelband (auch: Senkel, Nestelschnur, Flechtschlingen-Kordel) dient als Verschluss an Kleidungen bzw. zum Verbinden zweier Kleidungsstücke. Es ist ein aus verschiedenen Materialien und in verschiedenen Techniken hergestelltes Band.

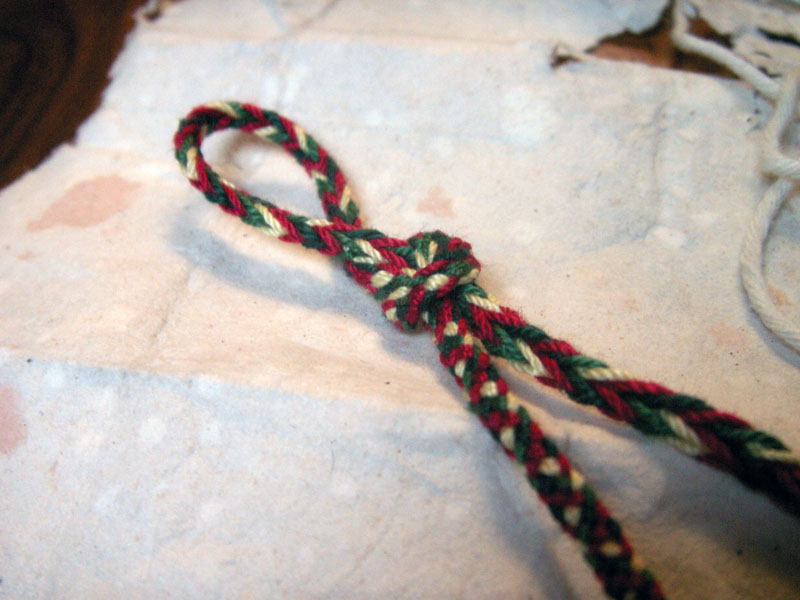
Nestelband in Fingerschlaufenwebtechnik mit fünf Schlaufen

## Geschichte
Gewebte oder in verschiedenen Materialien gefertigte Bänder haben in verschiedenen Kulturen bereits eine lange Tradition. In Mitteleuropa verbreitet sich das Nestelband ab dem 12. Jahrhundert mit Einsetzen erster Formen körperbetonter, durch Nestelbänder geschlossener Mode, und wird für Befestigungen genutzt. Ab dem späten Mittelalter lassen sich eine Vielzahl von Verwendungen nachweisen, die insbesondere durch die nunmehr gängige Mode enger, körpermodellierender Kleidung gefördert wird. Verschiedene erhaltene Bücher, zum Beispiel das Tollemarch book of household beschreiben Techniken zur Anfertigung von textilen Bändern in Fingerschlaufentechnik, jedoch gibt es auch Befunde von Bändern aus Leder.
Äquivalente Anwendungen und Fertigungstechniken gibt es in Asien, beispielsweise das japanische Kumihimo.

## Fertigungstechnik
Nestelbänder können aus verschiedenen Materialien wie zum Beispiel geschnittenen Lederbändern, oder aus textilem Material in Handarbeit in Fingerschlaufentechnik (Fingerschling, Fingerloop) gefertigt werden.
Bei dieser Technik werden lange Schlaufen aus textilem Material (in der Mehrzahl der Befunde Seide, jedoch auch Wolle oder Leinen) geknotet, und diese über einzelne Finger der Hand gelegt. Durch Tauschen oder Hindurchziehen der Schlaufen erfolgt ein Verweben dieser zu einer sehr stabilen, reißfesten Schnur.

## Verwendung

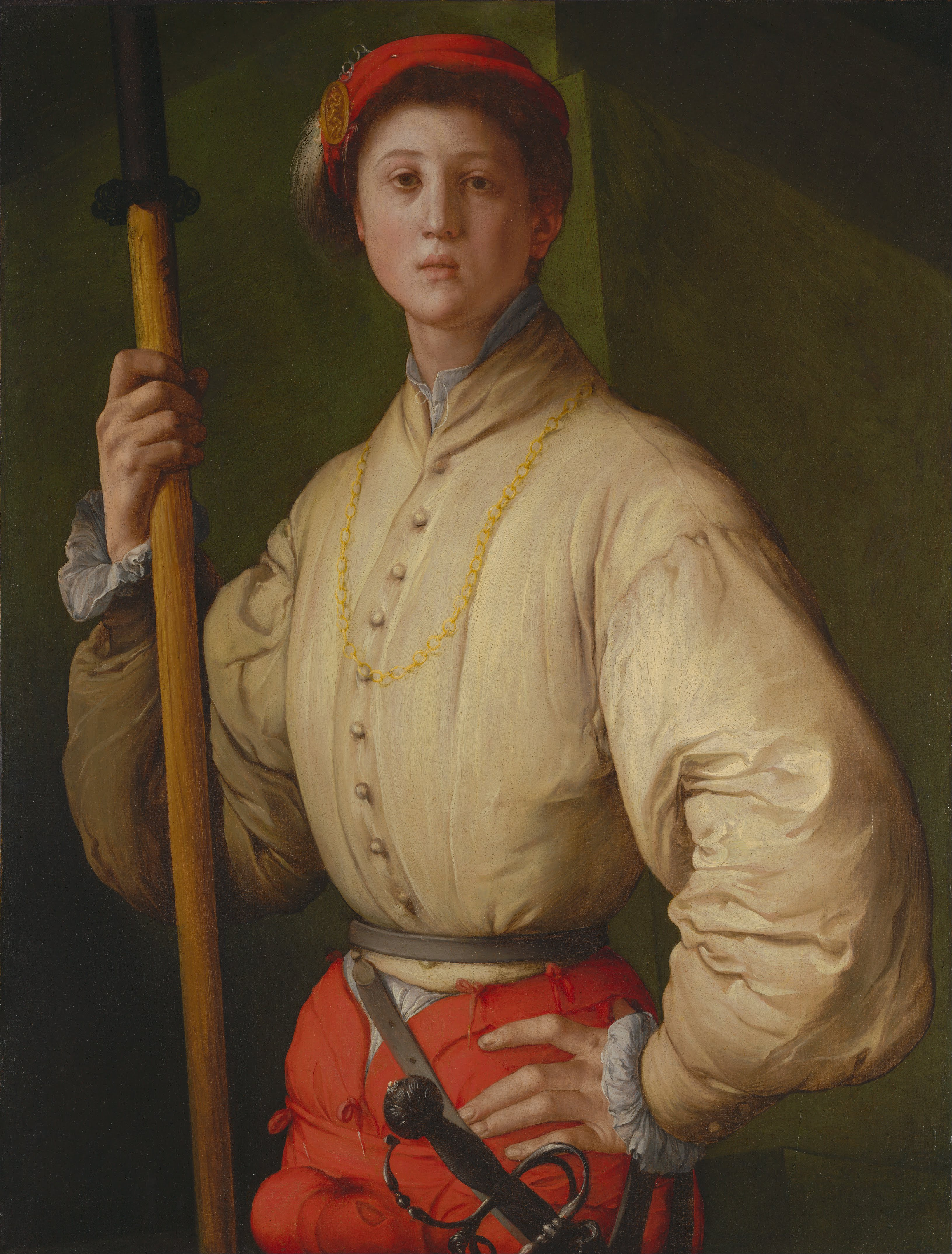
Der Hellebardier (um 1530): Die Hose ist mit Nesteln an der Jacke befestigt

In Mitteleuropa sind Nestelbänder im Zeitraum von etwa 1200–1600 für Verschlüsse aller Art nachweisbar, die Hauptanwendung erfolgt jedoch durch die enge, körperbetonende und -modellierende Mode im 14. Jahrhundert ab etwa 1350 als Kleidungsverschluss mittels Schnürung. Hierzu wurden Löcher in den Stoff gestochen und mittels Knopflochstich eingefasst oder aber die Nestel durch Ösen aus Metall gezogen. Weitere Anwendung ist die Verbindung zweier Kleidungsstücke, wie etwa den Beinlingen an der Bruoch oder dem Wams an der Hose.
Außerdem wurden Nestelbänder als Zierelement an die Kleidung genäht und als Verschluss von Taschen, wie zum Beispiel Almosenbeuteln, verwendet.

## Nestelspitzen

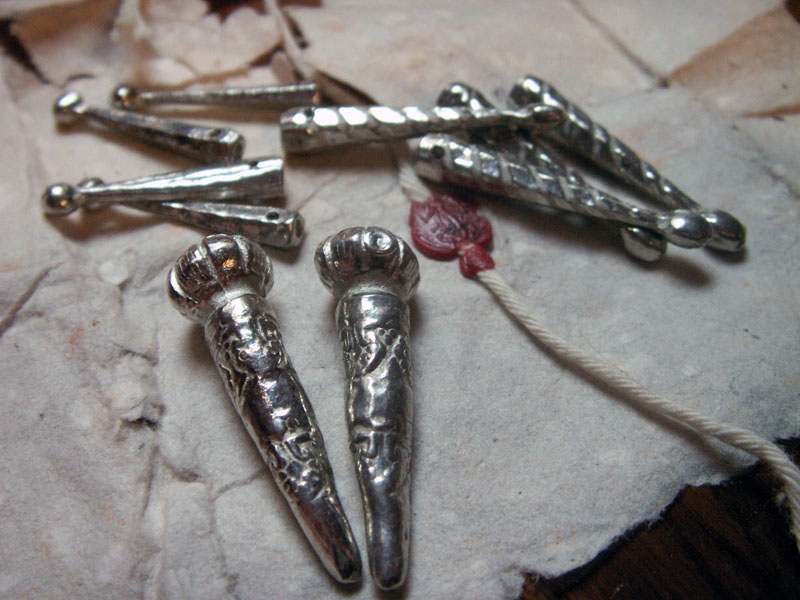
Moderne aus Zinn gegossene Nestelspitzen

Die Enden der Nestelbänder wurden oft mit Metallhülsen, den sogenannten „Nestelspitzen“ versehen, um sie leichter durch die Löcher oder Ösen führen zu können. Die Spitzen wurden aus Buntmetallblech gefertigt, das ausgeschnitten und in Form gehämmert wurde. Sie wurden entweder auf die Nestel gedrückt oder mittels eines Loches in der tütenförmigen Nestelspitze angenietet.

## Etymologie
Das Zuknoten von Nestelschnüren, das „Nesteln“, ist bis heute im Sprachgebrauch als Bezeichnung für eine unzielgerichtete oder unkoordinierte Tätigkeit, häufig in Zusammenhang mit Kleidung, Schnüren oder Verschlüssen geblieben. Das „Nestelknüpfen“ bezeichnete einen Zeugungsunfähigkeit bewirkenden Schadenzauber, der nach dem Schnürriemen (Nestel) an der Hose des Mannes benannt ist. Ebenso leitet sich das Wort Schnürsenkel von dem ursprünglichen Wort „Senkel“ in manchen Gegenden Deutschlands für diese Art von Schnüren ab.